# Loan-a Lisa
«Loan-a Lisa» (укр. «Кредито-Ліса») — друга серія двадцять другого сезону мультсеріалу «Сімпсони», прем'єра якої відбулась 3 жовтня 2010 року у США на телеканалі «Fox».

## Сюжет
Сімпсони прибувають у Спрінґфілдський замок пенсіонерів, щоб відвідати дідуся. Перед смертю Ейб вирішує віддати кожному спадщину — 50 доларів кожному. Кожен член сім'ї витрачає їх по-різному.
На гроші Мардж купує сумочку, яка, на її думку, коштує 50 доларів. Однак, через загненний цінник Мардж не помітила справжню вартість — 500 доларів. Гелен Лавджой і Берніс Гібберт насміхаються над неспроможністю Мардж купити сумку, тож вона наперекір це робить.
Коли вона розкриває ціну Гомеру, його це шокує. Мардж вирішує повернути сумку, однак Гомер відводить дружину на вечерю до елітного ресторану, щоб відчути розкіш. У ресторані після того, як офіціантка побачила дорогу сумочку Мардж, вона пересаджує Сімпсонів за найкращий столик з чудовим видом на Спрінґфілд.
Тим часом Ліса шукає в Інтернеті, куди вкласти свої 50 доларів. Вона вирішує надати комусь мікрокредит.
Після багатьох небезпек у ресторані, які уникає Мардж, щоб змогти повернути сумку, на неї все ж потрапляє одна крапля соусу. З острахом Мардж віддає сумку в магазин, та отримує повне відшкодування.
Ліса дізнається, що в Нельсона є велосипедний бізнес, тож вона вирішує вкласти гроші в нього. Після цих інвестицій бізнес пожвавлюється, і Нельсон отримує прибутки.
Успіх Мардж з поверненням сумки надихає Гомера. Він вирішує купувати дорогі речі, трохи покористуватися ними, і повернути їх назад, отримавши свої гроші. Згодом Гомер запрошує Ленні та Карла на «дорогу» вечірку, хоча всі покупки запаковано або не можна повноцінно використовувати, щоб Гомер зміг повернути товар назад.
Нельсон дякує Лісі за перший внесок у його бізнес і каже, що з такими статками він вирішує кинути школу. Дівчинку це неприємно дивує. Вона звертається до директора Скіннера, щоб той переконав хлопця, але, почувши скільки Нельсон платить, він з інспектором Чалмерсом ідуть працювати на нього.
Тим часом, коли Гомер повертає дорогі речі, його ловить Кріс Хансен, ведучий телешоу «Упіймати кредитного розпусника». Гомер підписує дозвіл на показ по телебаченню і втікає залишивши речі.
Ліса бере Нельсона на виставку підприємців з надією, що хтось із них надихне його залишитися в школі. Вони зустрічають Марка Цукерберга, співзасновника «Facebook», який розповідає, що і він, і Білл Гейтс, і Річард Бренсон залишили школу та досягли успіху. Єдиним, хто на виставці закінчив університет (з відзнакою), був прибиральник. Це повністю знищило аргументи Ліси і ще більше переконує Нельсона покинути навчання.
За вечерею Ліса пригнічена. Однак, дід Сімпсон каже, що гроші лише допомагають людям бути самим собою. Дівчинка вирішує змиритися з вибором Нельсона.
Коли вона приходить до нього додому, то зустрічає розлючений натовп. Велосипеди, виготовлені компанією Нельсона, розпалися, оскільки він використовував водорозчинний клей. Хлопчик припиняє свій бізнес і вирішує залишитися в школі. Він повертає всім гроші, а те, що залишилося, перший внесок Ліси, вирішує витратити на інвесторку. Удвох вони йдуть на роллердром, і взявшись за руки збивають інших людей.

## Виробництво
2017 року в інтерв'ю Американській телевізійній академії Ярдлі Сміт, акторка озвучування Ліси Сімпсон і прихильниця організації мікрокредитування «Grameen Foundation», розповіла, що запропонувала ідею зі створення серії мікрокредитування виконавчому продюсеру «Сімпсонів» Елу Джін. Сміт стала фанаткою мікрофінансування після того, як подивилася інтерв'ю економіста Мохаммада Юнуса телеведучій Опрі Вінфрі.
Продюсери «Сімпсонів» звернулися до Юнуса з проханням стати запрошеною зіркою епізода. Він був знайомий із серіалом через свою дочку, яка заохочувала його до цього. Сам Юнус не дивився шоу, але хотів представити свою творчість для майбутніх поколінь. Він дізнався більше про «Сімпсонів» через Ярдлі Сміт. Сценарій для нього вже був написаний, і Юнус додав свої коментарі. Юнус записав свої репліки у студії «BBC Radio» в Дакці.

## Культурні відсилання та цікаві факти
- Серія «Чуха і Сверблячки» «Вперед і вниз» на початку є пародією на анімаційний фільм «Вперед і вгору» 2009 року[4].
  - Хмари, на які дивляться Сверблячка з коханою, нагадують персонажів «Pixar» Майка Вазовскі з франшизи «Корпорація монстрів», Базза Лайтера з франшизи «Історія іграшок» і ВОЛЛ·І з однойменного анімаційного фільму[5].
- Шоу «Упіймати кредитного розпусника» (англ. «To Catch a Credit Whore») — пародія на реаліті-шоу «Упіймати хижака» (англ. «To Catch a Predator»), ведучим якого був Кріс Хансен[4].
- Епізод вийшов в етер через два дні після прем'єри фільму «Соціальна мережа» про заснування «Facebook» Марком Цукербергом, який виступив запрошеною зіркою в серії[6].

## Ставлення критиків і глядачів
Під час прем'єри серію переглянули 8,59 млн осіб, з рейтингом 4.2, що зробило її найпопулярнішим шоу на каналі «Fox» тієї ночі.
Ровен Кайзер з «The A.V. Club» дала серії оцінку B-, сказавши, що «ніщо в цій серії не було особливо жахливим. Сюжетна лінія Нельсона була трохи неповна сміху, тоді як сюжетна лінія Мардж/Гомера вичерпалася».
Ерік Гохбергер з «TV Fanatic» дав серії 3,7/5, сказавши, що в серії були «добре написана розповідь з кількома чудовими жартами та жахливим камео Марка Цукерберга».
Згідно з голосуванням на сайті The NoHomers Club більшість фанатів оцінили серію на 4/5 із середньою оцінкою 2,63/5.